# ماركيويون
ماركيويون (بالفرنسية: Marquion)‏ هي بلدية تقع في إقليم باد كاليه من منطقة نور با دو كاليه في شمال فرنسا. تبلغ مساحة هذه المدينة 8.22 (كم²)، وترتفع عن سطح البحر 52 م، يبلغ عدد سكانها 986 نسمة حسب إحصاء المعهد الوطني للإحصاء والدراسات الاقتصادية سنة 2009 م. وترأس Julien Olivier البلدية خلال فترة (2008-2014).